# Уиффен, Джоан
Джоан Уиффен (англ. Joan Wiffen), урождённая Педерсон (англ. Pederson, 4 февраля 1922, Mount Eden, Окленд — 30 июня 2009, Хейстингс, Хокс-Бей) — новозеландский палеонтолог-самоучка, известна тем, что обнаружила первые окаменелости динозавров в Новой Зеландии.

## Ранние годы
Уиффен родилась в 1922 году и выросла в Хавлок-Норте и Кинг-Кантри. В средней школе Уиффен получила очень короткое образование, так как её отец полагал, что образование — пустая трата времени для девочек, в результате её образовательные возможности были ограничены в молодости. В возрасте 16 лет Уиффен поступила в вспомогательные военно-воздушные силы женщин во время Второй мировой войны, где она служила в течение шести лет.

## Карьера
В 1975 году Уиффен обнаружила первые окаменелости динозавров в Новой Зеландии в долине Мангахуанга в северном Хокс-Бее. Её первым открытием была хвостовая кость динозавра-теропода. Её последующие находки включали кости гипсилофодонтида, птерозавра, анкилозавра, мозазавров и плезиозавров. В 1999 году Уиффен обнаружила кость позвоночника титанозавра в притоке реки Те Хо. Окаменелости, найденные Уиффен, находятся в основном в коллекции GNS Science.

## Награды и почести
Уиффен стала почётным доктором наук Университета Мэсси в 1994 году. В 1995 году на Новогодних чествованиях она была назначена командиром Ордена Британской империи за служение науке. В 2004 году она получила премию Морриса Скиннера от Общества палеонтологии позвоночных. В 2017 году Уиффен была выбрана Королевским обществом Те Апаранги в качестве одной из «150 женщин в 150 словах», проект отмечает вклад женщин в знания в Новой Зеландии.

## Личная жизнь
В 1953 году она вышла замуж за Пона Уиффена, и у них было двое детей. Джоан Уиффен умерла в возрасте 87 лет 30 июня 2009 года в больнице Гастингса.